# Charo Reina
María del Rosario Reina Blanco más conocida como Charo Reina (Sevilla, 5 de abril de 1960) es una folclórica y actriz española.

## Biografía
Hija de Enrique Reina Castrillo, hermano de la tonadillera Juanita Reina y de Rosario Blanco García. A los catorce años, Charo Reina, se matriculó en la Escuela de Arte Dramático. Se dedicó al mundo de la interpretación desde entonces, formando parte de varias compañías de teatro. Su etapa teatral culminó con su formación de su propia compañía, Compañía Cómica Andaluza con la que recorrió con gran éxito toda la geografía andaluza.
Hizo su debut cinematográfico, como la protagonista dos películas, Se acabó el petróleo y Un parado en movimiento. En televisión fue partícipe de una serie de gran aceptación popular, Pensión el Patio. Finalmente el 24 de febrero de 1988 debutó como cantante en un programa de televisión. Tres meses después actuó con su tía Juanita Reina en el Teatro Maravillas, de la capital Hispalense.
Grabó su primer disco titulado "Por Herencia", dedicado a su abuelo Miguel, y su dedicación completa al mundo de la canción. Intervino en los programas musicales de todas las televisiones autonómicas y estatales y cerró sus galas del verano de 1990, con una gala en el Casino Bahía de Cádiz, siendo señalada por la crítica, como el gran éxito de la temporada. 
Su segundo trabajo titulado "Pídeme" fue retrasado, respondiendo a un deseo de la propia artista, en este su segundo disco, también se incluye una copla clásica, en esta ocasión se trató de "Callejuela sin Salida".
En 2004 participa en el reality show aventurero de Antena 3 La selva de los famoS.O.S.
En 2000 representó su trabajo discográfíco "Por ti y para ti", producido por Ramón Rodó y grabado en los estudios Barcelona Só.Este disco de Charo Reina es un homenaje a su tía, la gran Juanita Reina, con una selección de canciones de Juanita, muchas de ellas estrenadas e interpretadas en directo por Juanita, pero nunca grabadas por ella en disco. Por arte de la técnica moderna, se ha recreado un dúo de Juanita Reina con Charo, la canción "Dicen".  Entre otras canciones en este disco se puede destacar, “La real gana”, “Te quiero todavía”, “Hasta que llegaste a mi”, “Homenaje a Rafael”, y además de un popurrí de canciones como “Carmen de España”, “Callejuela sin salida”, “Francisco Alegre”, “Y sin embargo te quiero” y “Madrina”.
El 10 de enero de 2013 fue invitada al programa de televisión de Telecinco Hay una cosa que te quiero decir, después de ser llamada por su amigo Carlos con el que se reencontró después de dieciocho años sin verle. En 2013 interpretó a Dolores en la serie de televisión de Telecinco Esposa2.
Entre 2014 y 2015 interpreta a Tere en la exitosa serie de Telecinco El príncipe.
En 2016 emprende un nuevo proyecto teatral después de un parón sobre las tablas en donde une sus dos pasiones, la música y el teatro con "Menopause, el musical" acompañada de Marta Valverde, Belinda Washington y Edith Salazar. En principio firmaron tres meses en el Teatro Arlequín Gran Vía y debido al éxito estuvieron en cartel toda la temporada y renovado a partir de octubre de 2017 en el mismo teatro y con el mismo elenco tras el parón estival.
En 2017 hace una parada en su carrera coplera y se reinventa con "Amanecí otra vez", CD dedicado a la música latinoamericana pasadas todas por la nueva visión más madura de la artista. Versiona boleros de siempre actualizados en sones nuevos sin perder la esencia original "Amanecí otra vez", "Dos gardenias", "Piensa en mi" donde colabora Lolita Flores.  
El 26 de octubre de 2018 salió a la venta digital el sencillo del que fue su nuevo trabajo discográfico "Loca, gamberra y canalla". Canción compuesta por El Koala y con nuevo sello discográfico Ocean Music. El nombre del CD coincide con el de su primer sencillo "Loca, gamberra y canalla" en la que mezcla las versiones de grandes clásicos con nuevos temas compuestos expresamente para ella. Entre las versiones están: A que no te vas (Rocío Jurado), El cigarrillo (Ana Gabriel), Tres veces te engañé (Paquita la del Barrio), El tiempo que te quede libre (Mª Dolores Pradera) y Apártate (Marifé de Triana). Y los temas nuevos son: Loca, gamberra y canalla (El Koala), No te sé olvidar, Carta de recomendación (Francisco Carmona), Recuérdale a tu corazón, Cuchillitos ciegos (José Antonio Corpas). 
La presentación de "Loca, gamberra y canalla" fue en el Teatro Rialto de la Gran Vía de Madrid el 13 de mayo de 2019 donde hizo un gran concierto de dos partes. En la primera desgranó lo que era ese nuevo trabajo discográfico y en la segunda parte recuperó clásicos de la canción española. 
En 2019 participa en la grabación de la TV Movie de Canal Sur "La boda" dirigida por Ana Graciani y protagonizada por Norma Ruiz. Es una película coral entre grandes actrices de siempre y nuevos talentos de la escena. Celia de Molina, María Alfonso Rosso, Mari Paz Sayago, Laura Baena, Rosario Pardo, Mercedes y Lucía Hoyos, Soledad Mallol, Mila Fernández y Charo Reina son algunas de las actrices que participan en esta ópera prima. "La boda" es una historia de enredos en uno de los días más importante para una mujer.
También en 2019 colabora en el cortometraje "Perdices felices", una comedia de Martín Crespo con los actores Marity Manzanera, Carlos Bahos, Miguel Caiceo, Manolo Sarria, Justo Gómez y Charo Reina. Cortometraje grabado íntegramente en el Rincón de la Victoria. Al igual que la película de "La boda" transcurre durante la ceremonia matrimonial de dos jóvenes.

## Trabajos

### Discografía
| Año  | Título                    |
| ---- | ------------------------- |
| 1989 | Por herencia              |
| 1990 | Pídeme                    |
| 1994 | Reina                     |
| 2000 | Por ti y para ti          |
| 2017 | Amanecí otra vez          |
| 2019 | Loca, gamberra y canalla  |
| 2023 | Se busca (single digital) |

### Películas
| Año  | Título                     | Personaje |
| ---- | -------------------------- | --------- |
| 1980 | Se acabó el petróleo       | Charo     |
| 1985 | Un parado en movimiento    | Charo     |
| 2003 | Historia de Estrella       | Mariló    |
| 2020 | Perdices Felices           | Tita Lola |
| 2020 | La boda                    |           |
| 2021 | Votamos (cortometraje)     |           |
| 2022 | Trabajo a tiempo parcial   |           |
| 2023 | De Caperucita a loba       |           |
| 2023 | Con los años que me quedan |           |
| 2024 | No Puedo Vivir Sin Tí      |           |
| 2025 | Votemos                    | Lola      |

### Series de televisión
| Año         | Serie                     | Personaje      | Notas        |
| ----------- | ------------------------- | -------------- | ------------ |
| 2000        | ¡Que grande es el teatro! | La Madelón     | 1 episodio   |
| 2000        | Un hombre solo            | Charo          | 2 episodios  |
| 2001        | Academia de baile Gloria  | Fátima         | 17 episodios |
| 2006        | Hospital Central          | Conchi         | 1 episodio   |
| 2013        | Esposados                 | Dolores        | 7 episodios  |
| 2014 - 2015 | El príncipe               | Mamá Tere      | 3 episodios  |
| 2016        | Centro médico             | Conchi Linares | 1 episodio   |

### Programas de televisión
| Año         | Programa                         | Descripción  | Canal                    |
| ----------- | -------------------------------- | ------------ | ------------------------ |
| 2003        | Menta y chocolate                | Colaboradora | Antena 3                 |
| 2004        | La isla de los famosos           | Concursante  | Antena 3                 |
| 2011 - 2012 | Sálvame                          | Colaboradora | Telecinco                |
| 2013        | Hay una cosa que te quiero decir | Invitada     | Telecinco                |
| 2017        | El gran reto musical             | Participante | TVE                      |
| 2019        | Gente Maravillosa                | Invitada     | Castilla-La Mancha Media |
| 2021        | El cazador                       | Participante | TVE                      |